# Dysphorie post-coïtale
La dysphorie post-coïtale, également appelée tristesse post-coïtale ou blues post-coïtal désigne les sentiments de tristesse ou d'anxiété, les comportements de pleurs, ou d'agitation, d'irritabilité voire d'agressivité qui peuvent atteindre une personne pendant une durée comprise entre cinq minutes et deux heures après un rapport sexuel consenti,.
Il s'agit d'un phénomène distinct de la période réfractaire suivant un orgasme, où il est généralement impossible pour une personne d'avoir un autre orgasme, en particulier après l'éjaculation. La dysphorie post-coïtale ne se produit qu'après un rapport sexuel et ne nécessite pas forcément la survenue d'un orgasme.
Les individus présentant une dysphorie postcoïtale (DPC) ressentent mélancolie, tristesse, anxiété, irritabilité ou agitation psychomotrice, immédiatement après l’acte sexuel. Cet état peut, semble-t-il, durer plus d’une heure et n’est pas soulagé par les mots de réconfort du partenaire.
Le phénomène est déjà relaté par Galien, qui écrit : « Chaque animal est triste après le coït, à l'exception de la femme et du coq. ».

## Épidémiologie
La prévalence de ce trouble est peu connue, car cette dysphorie est peu étudiée. La dysphorie post-coïtale (DPC) touche cependant les femmes comme les hommes.
La DPC (parfois dénommée « blues postcoïtal ») se manifeste de manière légèrement différente chez les femmes et les hommes. Ainsi, les femmes présentent plus souvent des modifications de l’humeur et de tristesse que les hommes. Elles peuvent également ressentir un sentiment de frustration ou d’inutilité. Chez les hommes, les symptômes les plus fréquents sont le sentiment d’être malheureux et de manquer d’énergie. Publiée en mars 2020 dans le Journal of Sexual Medicine, une étude menée auprès de 223 femmes et 76 hommes ayant répondu à la totalité d'un questionnaire indique que chez 73,5 % des participants, les symptômes apparaissent après un rapport sexuel consenti. Ils surviennent chez 46 % après masturbation. Les hommes présentent plus souvent (60 %) que les femmes (25 %) des symptômes après orgasme ou éjaculation.
Une étude portant sur des femmes jumelles a rapporté que 3,7 % des femmes interrogées avaient récemment éprouvé une dysphorie post-coïtale et que 7,7 % rapportaient un trouble persistant. Une autre étude focalisée sur les femmes a montré que près de 32,9 % des participantes interrogées avaient déjà éprouvé des symptômes de dysphorie post-coïtale au moins une fois dans leur vie, et 10 % des femmes dans les quatre semaines précédentes. Aucune corrélation entre ce trouble et le degré d'intimité dans les relations n'a été démontrée.
Une autre étude se basant sur un groupe de 1208 hommes rapporte que 40% de ces hommes avait déjà éprouvé une dysphorie post-coïtale, et que 20% d'entre eux l'ont éprouvé durant les 4 semaines précédant l'étude. Cette même étude rapporte aussi qu'entre 3% et 4% de l'échantillon éprouve de manière régulière les symptômes de dysphorie post-coïtale.

## Mécanismes possiblement impliqués
L’origine de la DPC est toujours mal comprise. Certains psychologues considèrent que certains individus ont des difficultés à se séparer de l’autre après l’acte sexuel. D’autres auteurs veulent voir dans la DPC la résultante d’un phénomène hormonal. Ils émettent l’hypothèse que des substances biochimiques différentes seraient libérées durant l’activité sexuelle et l’orgasme. Enfin, un psychiatre américain a évoqué le rôle de l’amygdale, région du cerveau impliquée dans la perception émotionnelle.